# Ochratoxikóza drůbeže
Ochratoxikóza je intoxikace mykotoxiny (ochratoxiny) produkovanými zejména plísněmi Aspergillus ochraceous a Penicillium viridicatum. Výskyt ochratoxikózy u drůbeže je v porovnání s aflatoxikózou méně častý, ale má závažnější průběh, s vysokou mortalitou.
Ochratoxiny jsou isokumarinové komponenty vázané na L-beta-fenylalanin. Nejvyšší toxicitu pro drůbež vykazuje ochratoxin A, který inhibuje syntézu bílkovin a glukoneogenezi a působí sekundárně především na ledviny, krvetvorbu, cévy a imunosupresivně; ve vyšších dávkách ale také hepatotoxicky (dystrofie jater) a neurotoxicky (poškození CNS). Toxické účinky ochratoxinu se projevují po konzumaci krmiva obsahujícího nad 0,3 ppm v krmivu. LD50 pro jednodenní káčata je u ochratoxinu A 3,6 mg/kg žh. a u ochratoxinu B 54 mg/kg žh.
Akutní ochratoxikóza se projevuje u drůbeže depresí, dehydratací, polyurií (>4 ppm) a úhynem v důsledku selhání ledvin. Přežívající ptáci jsou zakrslí, špatně opeření, anemičtí, srážlivost krve je zhoršená. Vnímavost k infekcím je zvýšena (imunosuprese) (>0,6 ppm). Váhové přírůstky jsou nižší, pigmentace kůže zhoršená. Pohlavní dospělost u kuřic je opožděná, nosnice trpí průjmem, snáška i líhnivost násadových vajec jsou snížené (>2 ppm).
Ochratoxin A způsobuje nekrózu epitelu proximálních tubulů ledvin a inhibuje sekreci kyseliny močové v ledvinách. Postižené ledviny jsou bledé, zduřelé a tuhé. Depozita urátů kromě močovodů se nacházejí i na viscerálních orgánech, peritoneu a v kloubech. Méně často se zjišťuje tuková degenerace jater a atrofie thymu a Fabriciovy burzy.